# Länsväg 364
Länsväg 364 går mellan Umeå och Skellefteå, via Botsmark och Burträsk. Den ansluter i båda ändar till E4, och är med 137 km några kilometer längre än dennas sträckning. Därför används den mest av lokal trafik på sträckorna Umeå–Botsmark och Burträsk–Skellefteå.

## Sträckning
Vägen går mestadels genom skogsmark, endast delen Burträsk–Skellefteå har inslag av större odlingsbygder. Den är mestadels linjestakad och 6–7 m bred.
Vägen börjar i en cirkulationsplats vid E4:ans norra utfart i Umeå. Efter förorten Ersmark tar skogen vid, och Flurkmark är den enda större byn innan Botsmark. Vägen går väster om Västerbottens största sjö Bygdeträsket och genom byarna Blisterliden och Västanträsk. I Andersfors kommer man till en trevägskorsning där länsväg 364 svänger åt höger.
I Burträsk kommer man till en fyrvägskorsning där centrum är rakt fram, medan vägen till Skellefteå går till höger. Till vänster tar man om man ska till ortens idrottsplats eller högstadieskola. Mellan Burträsk och Skellefteå passeras ett flertal större byar, såsom Bodbysund, Lappvattnet och Hjoggböle. Vägar från Vebomark, Junselevallen, Ragvaldsträsk och Skellefteå flygplats ansluter och gör vägen till en av de mer trafikerade i regionen. Sträckan mellan flygplatsen och Skellefteå är extra bred.
|  | Nr | Namn       | Skyltning                                   |
|  | -- | ---------- | ------------------------------------------- |
|  |    | Umeå       | E4 Sundsvall, E4 Haparanda, Mariedal        |
|  |    |            | Robertsfors, Bullmark                       |
|  |    |            | Tavelsjö, Flurkmark                         |
|  |    | Botsmark   |                                             |
|  |    | Botsmark   | Robertsfors (Väg 364 svänger)               |
|  |    | Botsmark   | Vindeln                                     |
|  |    | Andersfors | Åsträsk (Väg 364 svänger)                   |
|  |    | Burträsk   |                                             |
|  |    | Burträsk   | Boliden, Burträsk centrum (Väg 364 svänger) |
|  |    |            | Skellefteå flygplats                        |
|  |    | Skellefteå | E4 Sundsvall, E4 Haparanda                  |

## Planerad utbyggnad
Den hårt trafikerade och olycksbelastade delen Burträsk–Skellefteå byggs om etappvis. Målet är att minska antalet utfarter, och skapa bättre förutsättningar för säkra omkörningar. En helt nybyggd förbifart väster om byn Hjoggböle invigdes 2005. En ny infart och anslutning till E4 i Skellefteå invigdes i oktober 2007.
Vägen ska rustas upp och breddas längs 15 km mellan väg 774 och Ljusrotet (som ligger mellan Burträsk–Skellefteå), omkring år 2020-2021.[uppföljning saknas]

## Historik
Vid skyltningen 1951 blev vägen länshuvudväg 364, och sedan 1962 heter vägen länsväg 364.

## Turism
Mellan byn Avaborg vid länsväg 364 och Bygdeträsk finns Europas längsta björkallé. I Burträsk tillverkas den kända Västerbottensosten, och turistsatsningen Ostriket har byggts upp kring detta.